# Gioco con uno scopo
Un gioco con uno scopo (in inglese game with a purpose, da cui la sigla GWAP) è un gioco che si svolge su un computer il cui fine, stabilito dai programmatori del gioco stesso, è quello di raccogliere dati mediante giocatori. Di solito si tratta di una raccolta dati che non può essere effettuata da programmi ma solo mediante le capacità umane (il cosiddetto crowdsourcing). Un esempio sarebbe il riconoscimento ottico dei caratteri (OCR). La raccolta dati avviene attraverso il database alla base del gioco mentre il soggetto umano gioca.
Il termine "GWAP" fu coniato da Lenore Blum, docente alla Carnegie Mellon University e collega di ricerca di Luis von Ahn, riconosciuto come creatore del concetto.
Le attività che possono essere utilizzate nei GWAP sono semplici per gli umani ma, allo stato corrente, impossibili da realizzare per i computer; tra queste si possono citare: il riconoscimento di elementi in un'immagine per migliorare la ricerca sul web, la trascrittura di testi antichi ovvero non ottimizzati per il riconoscimento ottico, danneggiati o degradati, dove i programmi  OCR falliscono, ed ogni altra attività che richiede buon senso o esperienza umana.

## ESP
Il primo esempio di "gioco con uno scopo" è il gioco ESP, elaborato da Luis von Ahn della Carnegie Mellon University, che consiste nel riconoscimento degli elementi di un'immagine. Per renderlo divertente (un gioco, appunto) due giocatori devono assegnare una stessa etichetta (tagging) ad un elemento di una immagine. Mediante il database del gioco vengono registrati i risultati delle assegnazioni. La sfida consiste nella velocità di assegnazione delle etichette. I giocatori, sconosciuti l'uno all'altro, durante la partita non possono comunicare in modo diretto; in verità solo un giocatore gioca in tempo reale, mentre le mosse dell'altro giocatore sono quelle salvate nel database precedentemente.